# Adolph Kolping
Adolph Kolping (født 8. december 1813 i Kerpen, død 4. december 1865 i Köln) var en tysk romersk-katolsk præst og socialreformator, og var grundlægger af den internationale katolske organisation Kolpingwerk.
Kolping voksede op som søn af en fårehyrde og småbonde. Han gik i skomagerlære og rejste fra 1829 til 1832 omkring som naver. Derefter begyndte han at arbejde på en skofabrik i Köln. Han blev chokeret over levevilkårene for almindelige mennesker, noget som påvirkede hans beslutning om at uddanne sig til præst.
I en alder af 23 år begyndte Kolping at studere ved Marzellengymnasium. Han studerede dernæst teologi i München, Bonn og Köln. Den 10. april 1845 blev Kolping ordineret til præst i Kölns Minoritenkirche. Først virkede han som kapellan og religionslærer i Elberfeld i Wuppertal. I 1849 kom Kolping tilbage til Köln som domvikar i byens katedral.
Kolping udgav i 1848–49 Der Gesellenverein. Dette blev begyndelsen på et netværk af katolske socialforeninger og herberger, som også spredte sig til andre lande, og som i 1933 tog navnet Kolpingwerk.
I 1854 etablerede Kolping den ugentlige avis Rheinische Volksblätter, som hurtigt blev et af tidens mest vellykkede tidsskrifter. I 1862 blev Kolping udnævnt til rektor ved Minoritenkirche og han blev pavelig kammerherre.
Kolping døde den 4. december 1865, 52 år gammel, og blev gravlagt i Minoritenkirche i Köln.
Den 27. oktober 1991 blev Kolping saligkåret af pave Johannes Paul 2.